# Commerce Place (Baltimore)
Commerce Place es un edificio ubicado en la ciudad de Baltimore, Maryland, Estados Unidos. El edificio cuenta con 31 plantas y 138 metros de altura, siendo el cuarto edificio más alto de la ciudad. La estructura fue completada en 1992.
El edificio fue diseñado por el arquitecto G.C. Pontius de RTKL Associates, firma de arquitectos e ingeníeros de la ciudad. La estructura es un claro ejemplo de arquitectura postmoderna. De los 31 pisos con los que cuenta, 23 son utilizados para oficinas comerciales y 6 como estacionamientos. Los 2 pisos restantes son utilizados como tiendas comerciales.  